# Lotti van der Gaag
Lotti (Charlotte) van der Gaag (Den Haag, 18 december 1923 - Nieuwegein, 19 februari 1999) was een Nederlands beeldhouwer en kunstschilder.

## Leven en werk
Van der Gaag begon in de jaren veertig, op aandringen van de schilder Bram Bogart, met wie zij toen samenwoonde, met beeldhouwen en volgde lessen aan de Koninklijke Academie van Beeldende Kunsten en aan de Vrije Academie in Den Haag. In 1950 verhuisde ze naar Parijs, waar ze via Simon Vinkenoog contact kreeg met leden van de Cobra-beweging, zoals Corneille en Karel Appel. Zij werd in haar werk sterk beïnvloed door Cobra, met name waar het ging om haar fantasiefiguren. In 1951 volgde zij enkele lessen in het atelier van Ossip Zadkine.
In 1952 werd haar werk in het Stedelijk Museum in Amsterdam getoond. Daarna werd haar werk ook geëxposeerd in diverse Nederlandse en Parijse musea en galeries.
Vanaf 1974 ging Van der Gaag schilderen. In haar werk bleven de fantasiefiguren overheersen.
Corneille had er bezwaar tegen dat zij lid zou worden van de Cobra-beweging, ze heeft dan ook nooit aan gezamenlijke tentoonstellingen deelgenomen. In 1994 werd zij in een catalogus van het Stedelijk Museum genoemd als lid van de Experimentele Groep in Holland, iets dat vervolgens door onder andere Corneille ten stelligste werd ontkend.
Van der Gaag had een relatie met Kees van Bohemen.

## Prijzen
Lotti van der Gaag ontving in 1958 de Jacob Marisprijs en in 1993 de Ouborgprijs.

## Werken in de openbare ruimte (selectie)
- De gek (1951) in Amstelveen
- Vlerkhond (1954)[2]
- Denker (1955), Maliebaan, Utrecht[3]
- Communicatie (1960), Telefooncentrale Amsterdam-Slotervaart, Plesmanlaan, Amsterdam Nieuw-West
- Fantoom (1964), Boenhoffstraat, Nijmegen[4]
- Vogels en vissen (1965), Vredehofweg, Rotterdam
- Sculptuur (1965), Drentheplantsoen/Dedemsvaartweg, Den Haag (de sokkel werd vervaardigd door Rudi Rooijackers)

## Galerij van haar werken (selectie)

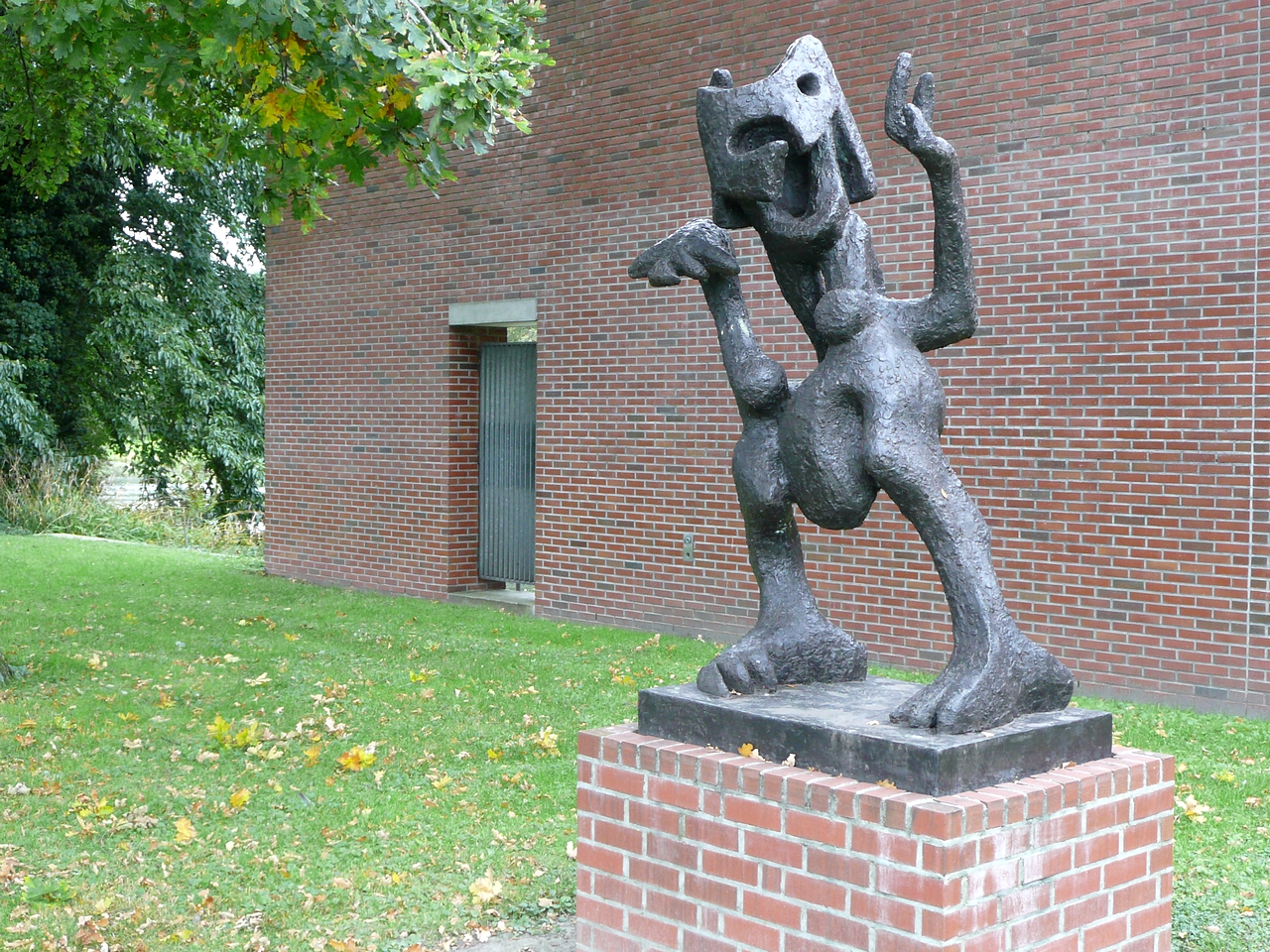
De Gek (1951), bij het Cobra Museum, Amstelveen
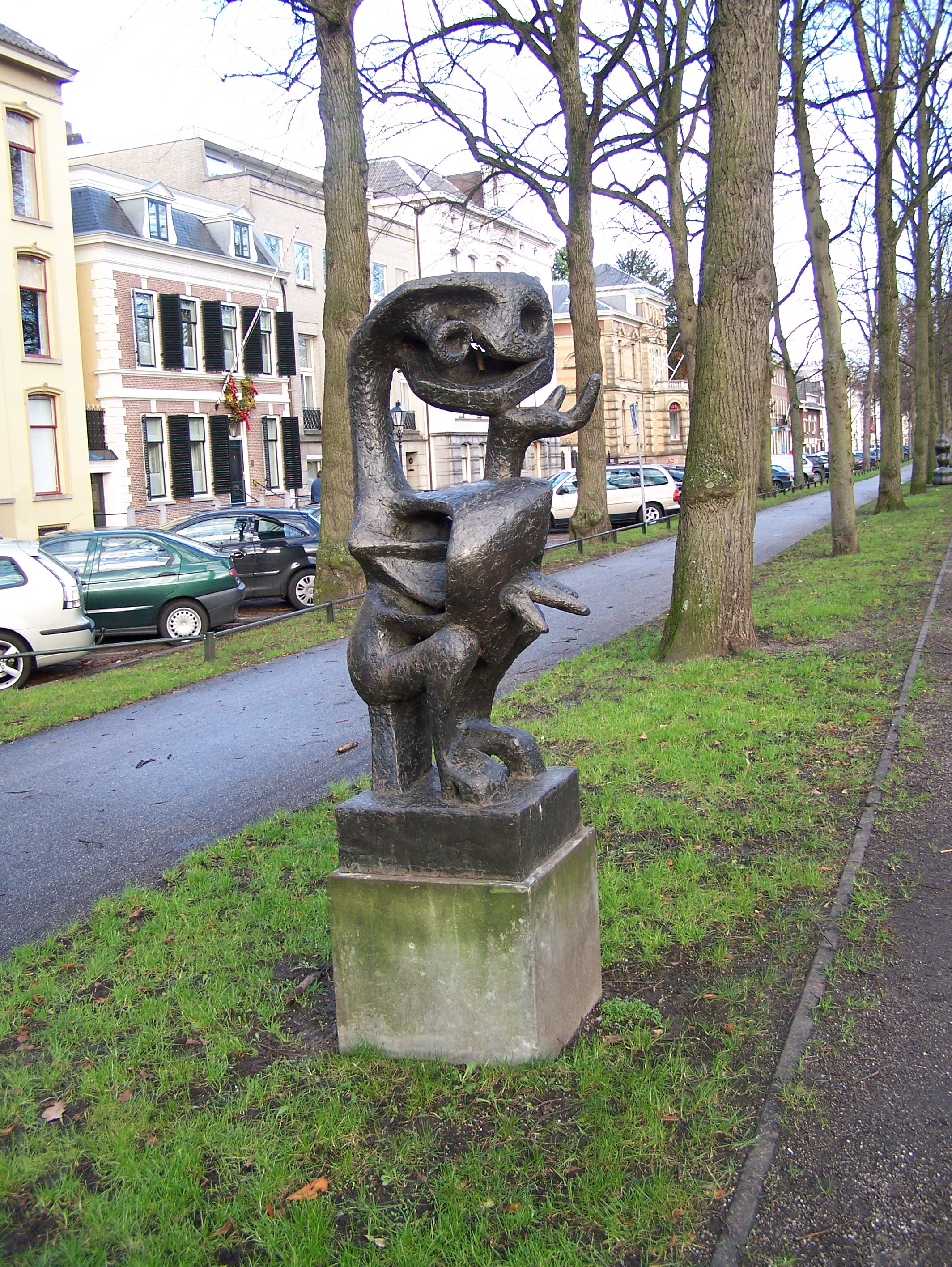
De Denker (1955), Utrecht (geplaatst in 1991)
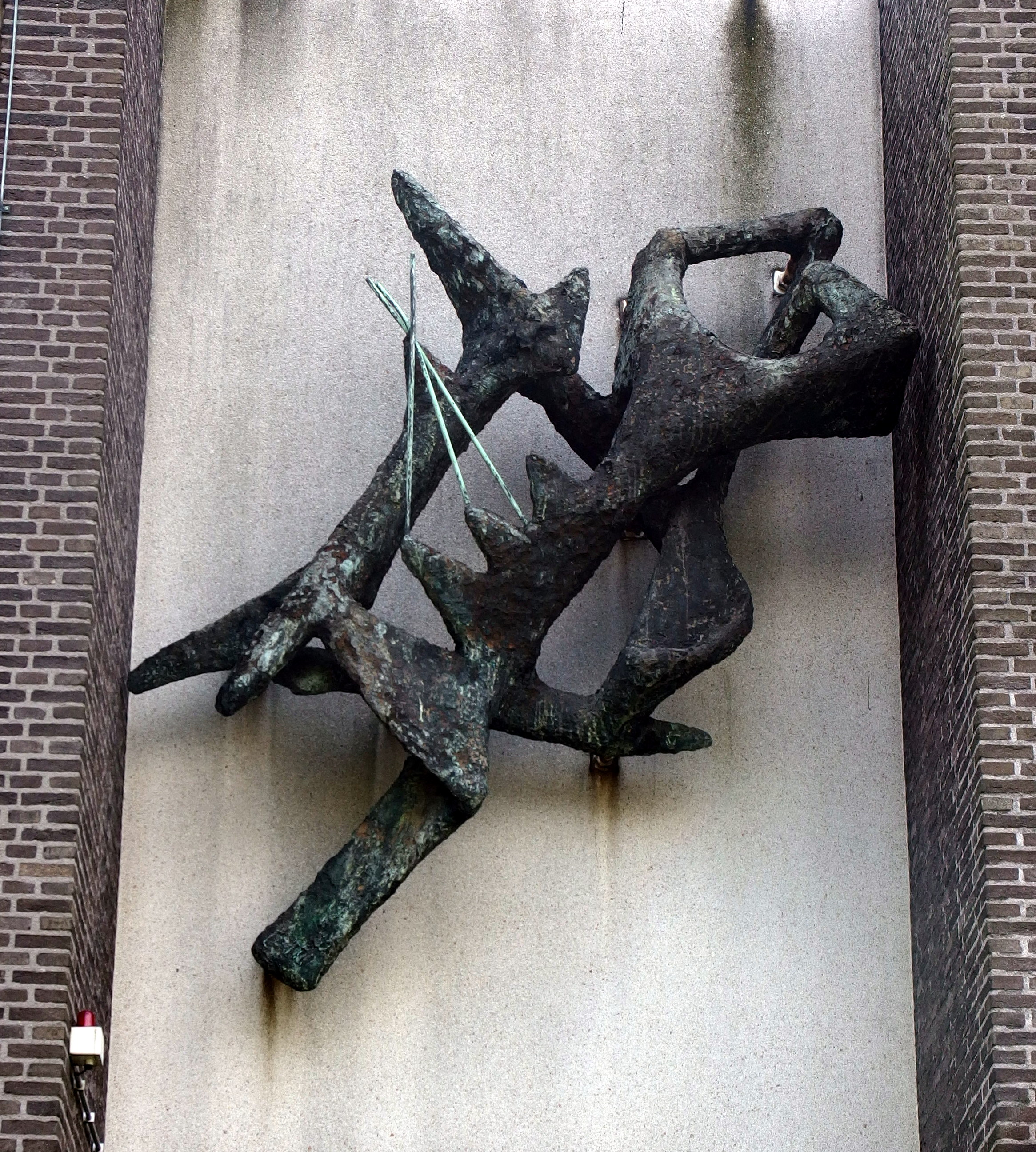
Communicatie (1960), Telefooncentrale Amsterdam-Slotervaart
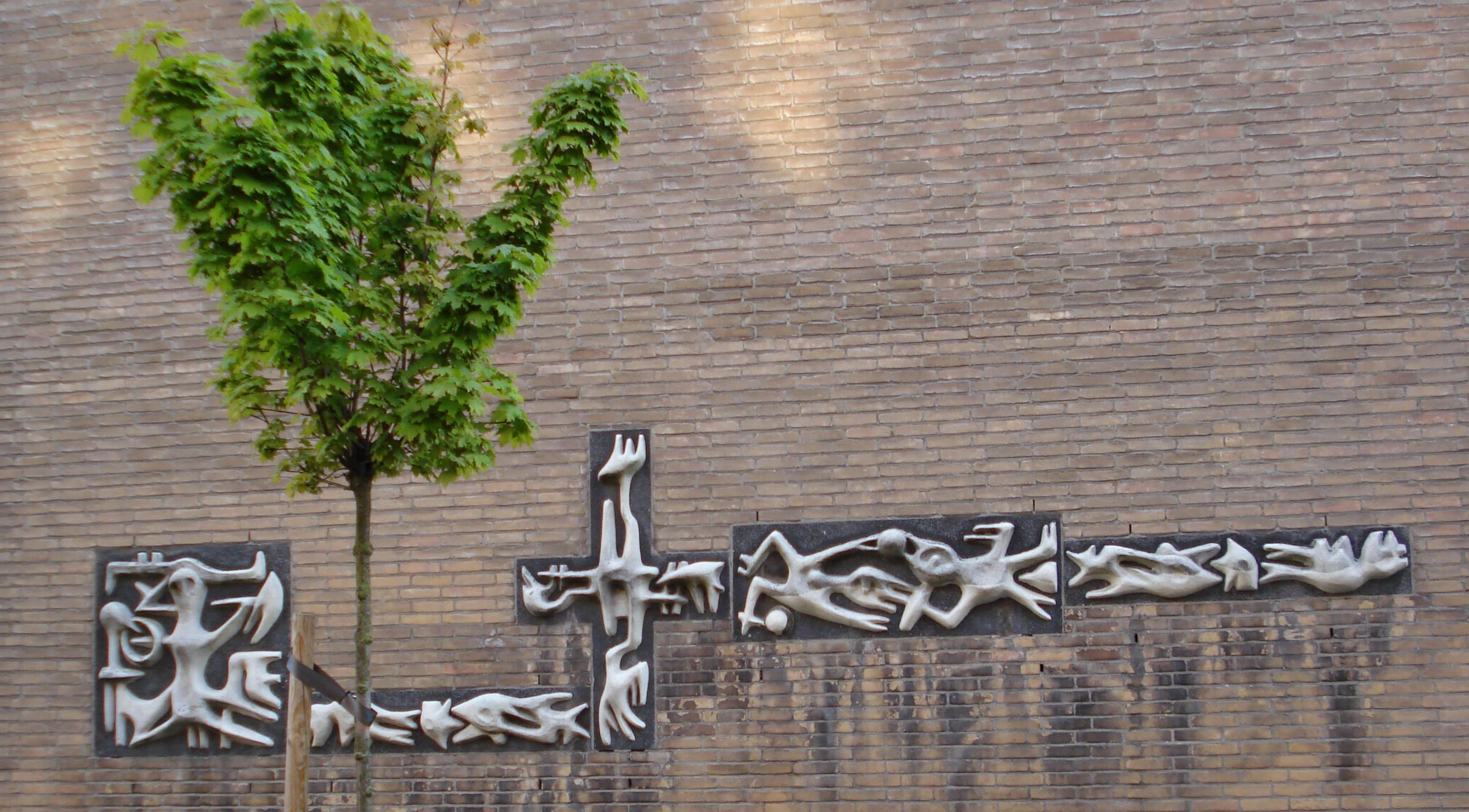
Vogels en vissen (1965), Vredehofweg, Rotterdam
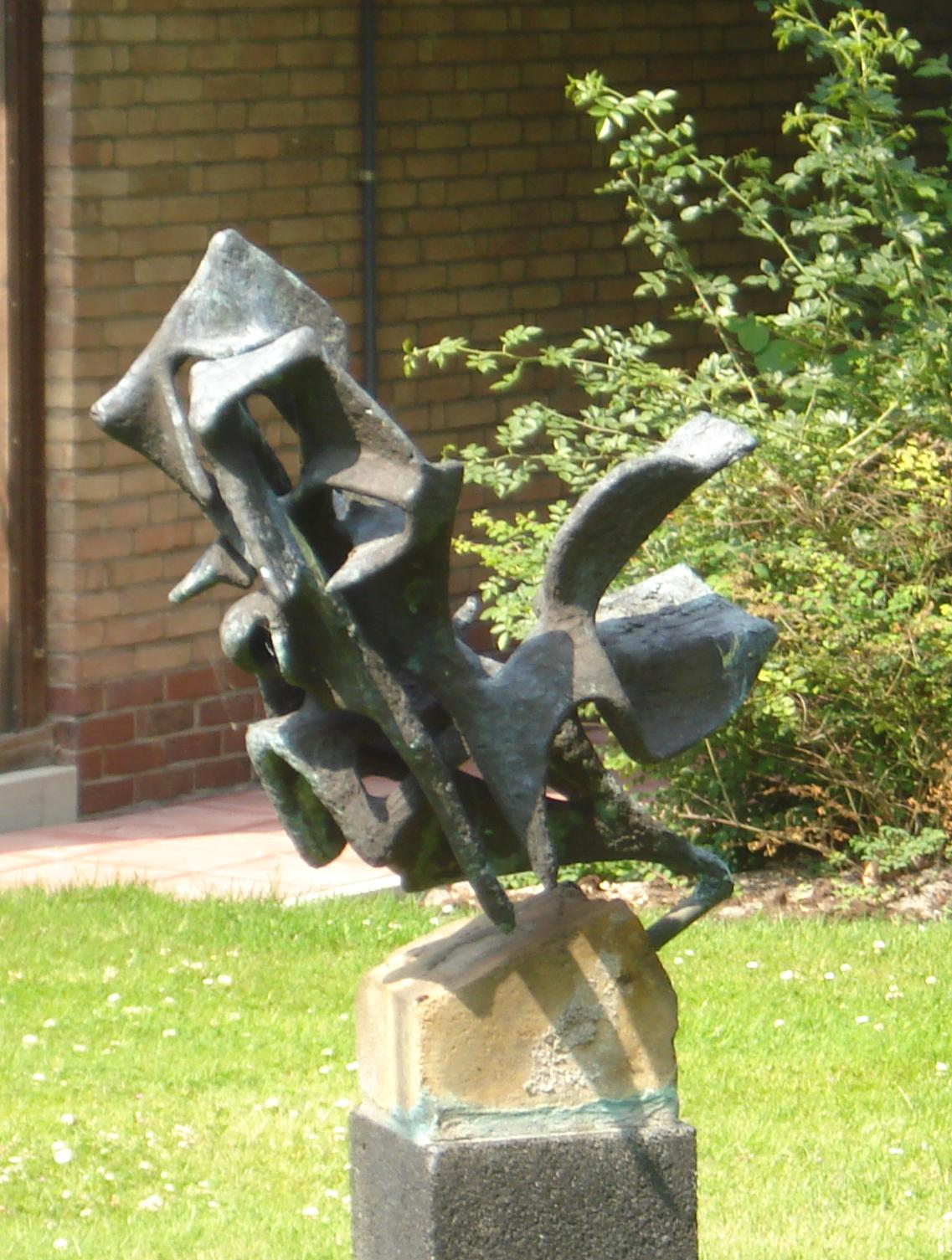
Moeder en kind (1970), Prinsenweg, Wassenaar